# Clastrotylus luridus
Clastrotylus luridus är en mångfotingart som beskrevs av Karsch 1881. Clastrotylus luridus ingår i släktet Clastrotylus och familjen Gomphodesmidae. Inga underarter finns listade i Catalogue of Life.